# Parafia św. Katarzyny w Nowym Targu
Parafia św. Katarzyny w Nowym Targu – parafia rzymskokatolicka należąca do dekanatu Nowy Targ archidiecezji krakowskiej.

## Proboszczowie[1]
| imię i nazwisko                | daty urzędowania |
| ------------------------------ | ---------------- |
| ks. Dominus Piotr              | 1326–            |
| ks. Ryszard                    | 1327–            |
| ks. Jan                        | 1335–            |
| ks. Jan                        | 1410–            |
| ks. Paweł                      | 1455–            |
| ks. Piotr                      | 1500–            |
| ks. Stanisław                  | 1543–            |
| ks. Feliks Rabroczki           | 1543–1564        |
| ks. Jan Krakowski              | 1564–            |
| ks. Grzegorz z Tylmanowej      | 1579–            |
| ks. Marcin Łopatowic           | 1610–1623        |
| ks. Stanisław Kołczyński       | 1623–            |
| ks. Andrzej Gawłowicz          | 1628–1644        |
| ks. Andrzej Bytomski           | 1646–1673        |
| ks. Jan Ratułowski             | 1673–1675        |
| ks. Jan Kazimierz Rubinkowski  | 1675–1693        |
| ks. Jan Franciszek Strzeżański | 1693–            |
| ks. Stanisław Reklewski        | –1714            |
| ks. Mikołaj Latkowski          | 1714–1726        |
| ks. Michał Gazdzicki           | 1726–1761        |
| ks. Józef Kazimierz Sawicki    | 1761–1789        |
| ks. Szymon Zamojski            | 1789–1805        |
| ks. Ignacy Machajski           | 1805–1829        |
| ks. Walenty Rokicki            | 1829–1873        |
| ks. Ferdynand Muchowicz        | 1873–1891        |
| ks. Michał Wawrzynowski        | 1892–1925        |
| ks. Franciszek Karabuła        | 1926–1945        |
| ks. Leon Baran                 | 1983             |
| ks. Mieczysław Łukaszczyk      | 1983–2007        |
| ks. Marian Wanat               | 2007–2015        |
| ks. kanonik Zbigniew Płachta   | 2015–            |

## Wydzielone parafie
Z obszaru parafii wydzielonoː
- parafia Najświętszego Serca Pana Jezusa w Nowym Targu – 1962
- parafia św. Brata Alberta w Nowym Targu – 1991